# CS-120
De CS-120 (Carretera Secundaria 120) is een secundaire weg in Andorra. De weg verbindt Sant Julià de Lòria via Nagol en Llumeneres met Certers en is ongeveer vijf kilometer lang.